# Айко (принцесса)
Айко, принцесса Тоси (яп. 敬宮愛子内親王 Тоси-но-мия Айко Найсинно:, 1 декабря 2001, Токио) — дочь 126-го императора Японии Нарухито и императрицы Масако.

## Биография

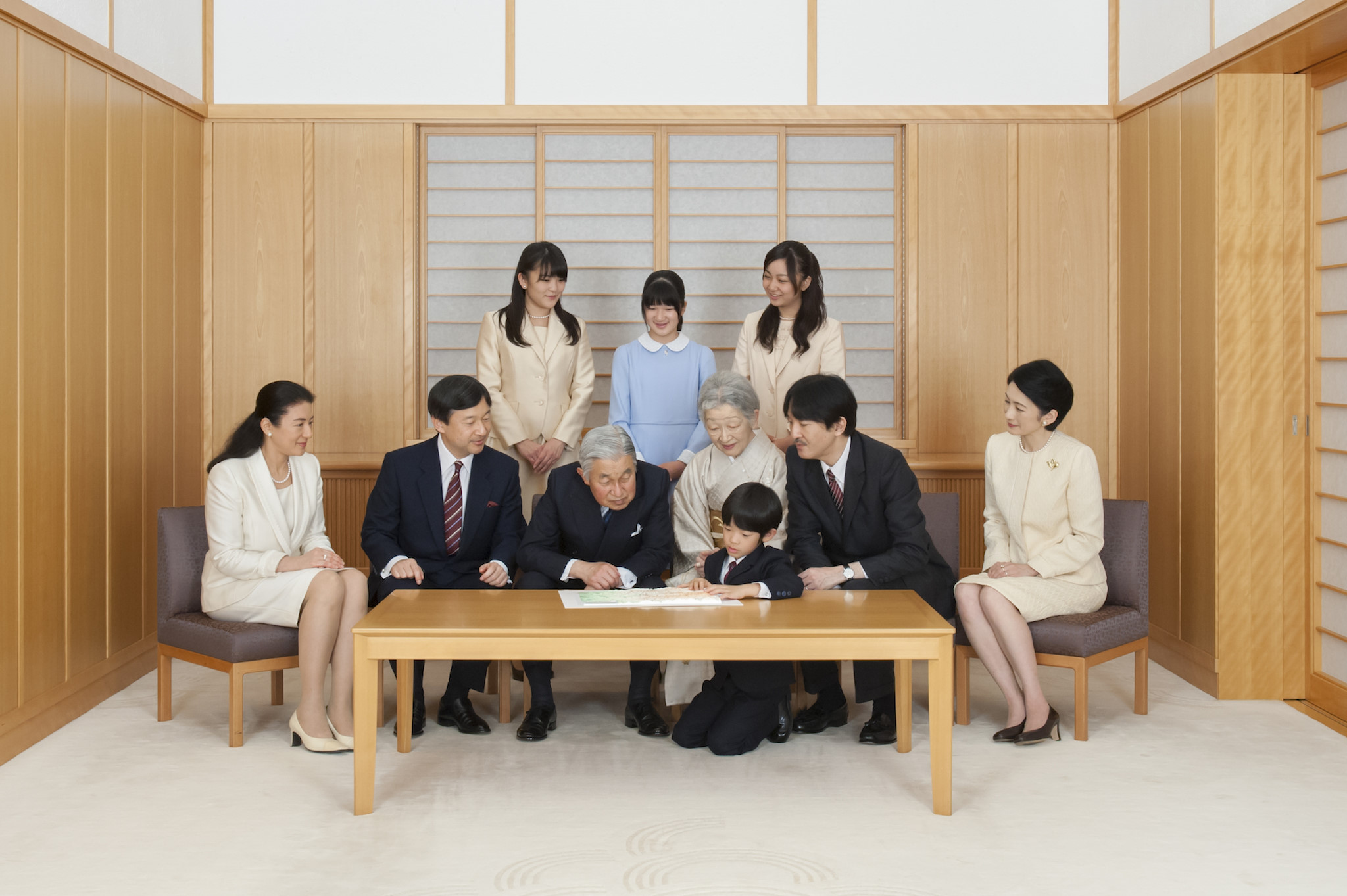
Императорская семья в ноябре 2013. Принцесса Айко стоит в центре.

Айко родилась 1 декабря 2001 года в 14:43 по стандартному японскому времени в Токио. Иероглифы её имени означают: «любовь» и «ребенок» — «ребёнок любви». Айко также носит имперский титул принцессы Тоси (яп. 敬宮 Тоси-но-мия), что значит: «человек, уважающий других». Если она выйдет замуж за простого человека, ей придётся отказаться от этого титула. Императорский Семейный Закон 1947 года отменил японское дворянство; и, согласно положениям этого закона, количество «официальных» членов в императорской семье ограничено потомками Императора Тайсё.
В нарушение традиций, её имя было выбрано её родителями, а не императором. Оно было взято из учения китайского философа Мэн-цзы. Он считает, что «человек, который любит других, будет любим другими, и человек, которой уважает других, будет всегда уважаем другими».
В 2005 году принцесса Тоси начала обучаться в Национальном Детском Замке в Токио. Она любит делать глиняную посуду, заниматься ритмической гимнастикой и ухаживать за цветами и животными во дворце Тогу вместе с императрицей Масако.
Принцесса Тоси (или принцесса Айко, как она более известна) начала своё официальное образование в детском саду Гакусюин в апреле 2006 года и окончила его в марте 2008 года. В апреле 2008 года принцесса Айко поступила в начальную школу Гакусюин, а в апреле 2014 года — в среднюю школу Гакусюин. В феврале 2020 года поступила в университет Гакусюин, где собирается изучать японский язык и литературу.
Заядлая болельщица сумо, она посетила в первый раз басё в сентябре 2006 года вместе со своими родителями.
Принцесса Айко любит писать и иногда сочиняет сценарии для пьес. Также она поёт и играет на музыкальных инструментах — фортепиано и скрипке.

## Трон

### Споры
Рождение принцессы Айко дало толчок оживленным спорам в Японии относительно того, должна ли действующая система наследования по мужской линии, изложенная в Законе Императорского Дома 1947 года, быть изменена в сторону первородства, что позволило бы женщине унаследовать Хризантемовый трон даже при наличии у неё младшего брата. Хотя в императорских хрониках японской истории находят восемь правящих императриц, их преемники часто выбирались среди мужчин, происходящих по крови из Императорского Дома. Вследствие этого некоторые консервативные ученые доказывают, что женское господство было временным, и традиция наследования только по мужской линии должна поддерживаться и в 21-м столетии. Императрица Гэммэй, трон которой наследовала её дочь Императрица Гэнсё, остаётся единственным исключением.
Назначенная правительством группа экспертов представила 25 октября 2005 года доклад, согласно которому было рекомендовано изменить Императорский закон о порядке наследования от принципа мужского первородства в сторону абсолютного первородства. 20 января 2006 года премьер-министр Дзюнъитиро Коидзуми отвёл часть своей ежегодной программной речи обсуждению данного вопроса, когда он обязался представить в парламент законопроект, позволяющий женщинам наследовать императорский трон в будущем. Коидзуми не огласил время создания и детали законопроекта, но отметил, что разработка будет проводиться в соответствии с заключениями правительственной группы 2005 года.
Если бы закон был принят, то Айко могла бы стать первой японской кронпринцессой. Однако в 2006 году младший брат принца Нарухито принц Акисино (Фумихито) стал отцом в третий раз. Родившийся мальчик имеет больше шансов взойти на японский престол, чем принцесса Айко.
В январе 2007 премьер-министр Синдзо Абэ заявил, что снимает предложение об изменении Закона Императорского Дома.

## Двоюродный брат

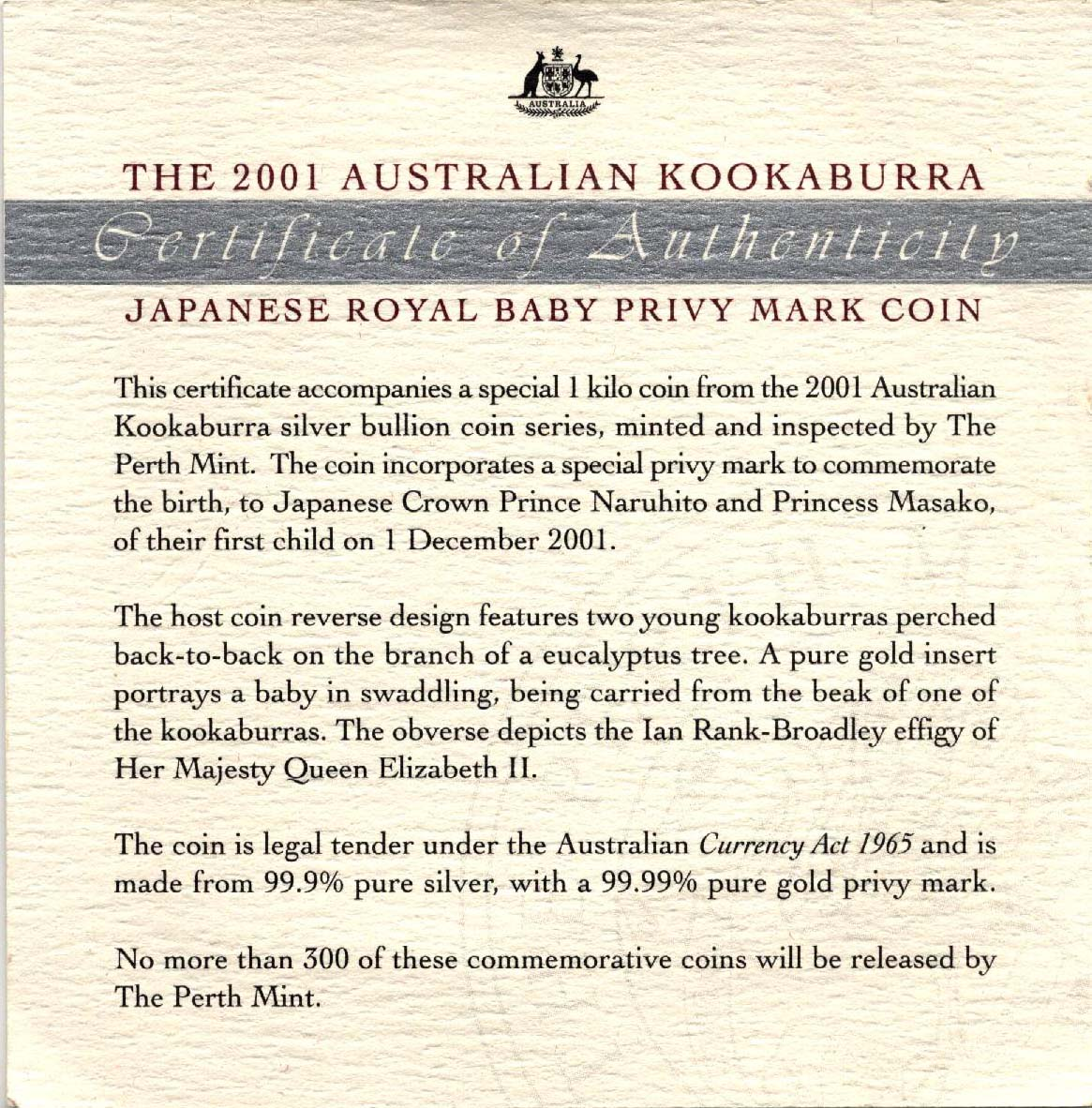
Сертификат к монете

Планы по изменению закона о наследовании трона по мужской линии были отложены после того, как в феврале 2006 года было объявлено, что брат отца, принц Акисино (Фумихито), и его жена, принцесса Кико, ожидают рождения их третьего ребёнка. 6 сентября 2006 года принцесса Кико родила сына, принца Хисахито, который стал третьим в порядке наследования Хризантемового Трона согласно настоящему закону, после его дяди, наследного принца Нарухито, и его отца, принца Акисино (Фумихито). Рождение принца обеспечило первого мужского наследника, который был рожден в императорской семье за последние 41 год. 3 января 2007 премьер-министр Синдзо Абэ заявил, что снимает предложение об изменении Закона Императорского Дома. Поэтому кажется все менее вероятным, что положения о престолонаследовании будут изменены ради того, чтобы позволить двоюродной сестре Хисахито, принцессе Айко, стать правящей Императрицей. Если законы будут изменены и принцесса станет правящей Императрицей, то в будущем и другие принцессы Императорского Дома смогут наследовать императорский трон.
В 2001 году Австралийским монетным двором в Перте была выпущена тиражом 300 экземпляров серебряная монета качеством пруф, весом 1 килограмм, посвящённая рождению принцессы Айко — первого ребёнка принца Нарухито и принцессы Масако.